# San Colombano Belmonte
Pour les articles homonymes, voir Belmonte.
San Colombano Belmonte (en français Saint-Colomban) est une commune italienne de la ville métropolitaine de Turin dans la région Piémont en Italie.

## Administration
| Période                                  | Période | Identité       | Étiquette | Qualité |
| ---------------------------------------- | ------- | -------------- | --------- | ------- |
|                                          |         | Walter Arcesto |           |         |
| Les données manquantes sont à compléter. |         |                |           |         |

### Hameaux
Crest, Sale, Buasca

### Communes limitrophes
Cuorgnè, Canischio, Prascorsano